# Верезубова Тетяна Олександрівна
Тетя́на Олекса́ндрівна Верезу́бова (нар. 8 червня 1972, Київ, Українська РСР, СРСР) — українська футболістка та футбольний тренер.

## Біографія
Першою командою Верезубової була «Арена» під керівництвом Сергія Львовича Богданова.
Починала свою кар'єру в київських клубах, які виступали в чемпіонатах СРСР і України - «Олімп» і «Динамо».
Пізніше грала за багато клубів, була серед лідерів в суперечці бомбардирів, неодноразово ставала чемпіонкою (9 разів) і призеркою, а також володаркою Кубку (8 разів) тих країн, в яких виступала і неодноразово включалася в списки 33-х найкращих футболісток.
Виступала за збірні СРСР і України (приблизно 70 ігор і 25 голів). Брала участь у першій грі в історії жіночої національної збірної України 30.06.1992 з Молдовою (0:0), перший капітан збірної України в офіційних матчах збірної 1993 року.
Після закінчення ігрової кар'єри працює помічником тренера та головним тренером в молодіжних і дорослій збірних України серед жінок, а також клубних командах. В 2008 році проходила стажування в клубі "Депортіво" Ла-Корунья (Іспанія).

## Досягнення
- Чемпіон України (2): 1992, 1996
- Срібний призер чемпіонату України (1): 1993
- Бронзовий призер чемпіонату України (1): 1994
- Чемпіон Росії (7): 1995, 1997, 1998, 1999, 2000, 2005, 2006
- Срібний призер чемпіонату Росії (3): 2002, 2003, 2004
- Бронзовий призер чемпіонату Росії (1): 2001

Індивідуальні відзнаки
- Майстер спорту
- Найкраща футболістка Росії (1): 1999
- У списках «33 найкращих футболісток Росії» (8): № 1 (1995, 2002, 2003, 2004, 2005), № 2 (2001, 2006), № 3 (2000)

## Цікаві факти
В 2011 році до 100-річчя рязанського футболу та 15-річчя жіночого футболу в регіоні було видано пам'ятні сувенірні конверти з фотографіями місцевих команд та найгострішими моментами гри. На одному з цих конвертів було зображено Тетяну Верезубову.